# The Commuter
The Commuter (englisch für Der Pendler) ist ein US-amerikanisch-britisch-französischer Action-Thriller mit Liam Neeson in der Hauptrolle. Der Film, bei dem der Spanier Jaume Collet-Serra Regie führte, erschien am 11. Januar 2018 in den deutschen Kinos. Er ist bereits das vierte gemeinsame Projekt von Liam Neeson und Regisseur Jaume Collet-Serra. Seit Mai 2021 wird der Film im deutschsprachigen TV unter dem Titel The Commuter – Die Fremde im Zug ausgestrahlt.

## Handlung
Der Versicherungsmakler und ehemalige Polizist Michael MacCauley, ein irischer Einwanderer, pendelt bereits seit zehn Jahren mit der Bahn zwischen Tarrytown, wo er mit seiner Familie lebt, und Manhattan. Als er eines Tages ohne jede Vorwarnung entlassen wird, trifft er sich voller Verzweiflung mit Alex Murphy, seinem früheren Partner bei der Polizei, auf einen Drink; danach steigt er abends zum vorerst letzten Mal in den Zug, der ihn nach Hause bringen soll. Genau diese Fahrt gestaltet sich jedoch anders als üblich. Zunächst wird Michaels Handy gestohlen. Dann spricht ihn eine fremde Frau an, die sich ihm als Joanna vorstellt, und macht ihm nach einiger Zeit ein scheinbar hypothetisches Angebot: Wenn er es schafft, vor der Endstation des Zuges, Cold Spring, einen bestimmten Passagier oder eine bestimmte Passagierin namens „Prynne“ ausfindig zu machen, winken ihm 100.000 Dollar. Der Haken an der Sache ist, dass er von der Frau nur zwei sehr vage Hinweise zu der unbekannten Person bekommt und die Endstation bereits in weniger als einer Stunde erreicht sein wird.
Bedingt durch seine überraschende Arbeitslosigkeit und den Wunsch, seinem Sohn dennoch die teuren Studiengebühren finanzieren zu können, nimmt er die erste Anzahlung von 25.000 Dollar und somit das Angebot an. Später wird jedoch deutlich, dass nicht nur das Leben aller Mitreisenden, sondern auch das von Michaels Familie in Gefahr gerät, sollte er sich weigern, die Person ausfindig zu machen. So bleibt ihm keine andere Wahl, als sich auf die Suche nach dem gefragten Passagier zu machen. Im Laufe der Suche verwickelt MacCauley die Fahrgäste in Gespräche. Er schafft es, sechs Passagiere auszumachen, auf die die Beschreibung passt, und wird durch einen Mittelsmann von „Joanna“ aufgefordert, die verdächtige Person zu identifizieren, damit dieser sie töten kann. Nach einem heftigen Handgemenge wirft er den Mittelsmann stattdessen aus dem Zug. Joanna meldet sich bei ihm und verlangt, dass nun er selbst die Zielperson ermorden müsse, um seine Familie zu retten.
MacCauley erkennt, dass eine junge Frau die gesuchte Person sein muss, und statt sie zu töten, fordert er den Zugbegleiter mit vorgehaltener Waffe dazu auf, die Notbremse zu ziehen, um keine Menschenleben zu riskieren. Doch die Bremse ist manipuliert und löst eine Explosion aus, die den Triebfahrzeugführer tötet; zudem fällt das Bremssystem aus, sodass der Zug die Endstation durchfährt und in einer scharfen Kurve vor Beacon zu entgleisen droht. Zuvor gelingt es MacCauley jedoch, zusammen mit dem Zugbegleiter den letzten Waggon, in dem sich sämtliche Passagiere befinden, vom Rest des Zuges zu trennen. Der dennoch unvermeidliche Unfall fällt daher für den abgekuppelten Wagen glimpflich aus, doch der Zugbegleiter wird dabei getötet. Es stellt sich heraus, dass die gesuchte Person die Zeugin eines von Polizisten begangenen Mordes ist und daher liquidiert werden soll.
Der entgleiste Waggon wird von Polizisten umstellt, die MacCauley als Geiselnehmer verdächtigen. Es kommt zum Showdown zwischen MacCauley und seinem ehemaligen Kollegen Murphy, der sich als Auftragskiller im Dienst einer unbekannten Behörde herausstellt. Nach einem heftigen Kampf wird Murphy von den Scharfschützen erschossen, da MacCauley dessen Transponder, der ihn für die Scharfschützen als einen der ihren identifiziert, unbemerkt an sich genommen hat und Murphy deshalb für MacCauley gehalten wird. MacCauleys Frau und sein Sohn bleiben unversehrt und treffen kurz danach an der Unglücksstelle ein.
Einige Zeit später wird „Joanna“ von MacCauley während einer weiteren Zugfahrt gefunden. Er unterhält sich mit ihr auf die gleiche Art wie damals und schlussfolgert, dass nicht Murphy die Zeugin in seinen üblichen Zug gesetzt hat, sondern sie es war, die ihn und Murphy manipuliert hat. Auf ihre Frage, was jetzt passiere, hält er ihr seine Polizeimarke unter die Augen: Er hat durch sein beherztes Handeln wieder seinen alten Beruf als Polizist aufgenommen.

## Synchronisation
Die deutsche Synchronisation übernahm die Interopa Film GmbH nach einem Dialogbuch von Sven Hasper unter der Dialogregie von Antonia Ganz.
| Rolle             | Schauspieler         | Synchronsprecher         |
| ----------------- | -------------------- | ------------------------ |
| Michael MacCauley | Liam Neeson          | Bernd Rumpf              |
| Joanna            | Vera Farmiga         | Claudia Urbschat-Mingues |
| Alex Murphy       | Patrick Wilson       | Alexander Doering        |
| Walt              | Jonathan Banks       | Erich Räuker             |
| Captain Hawthorne | Sam Neill            | Wolfgang Condrus         |
| Karen MacCauley   | Elizabeth McGovern   | Elisabeth Günther        |
| FBI-Agent Dylan   | Killian Scott        | Imme Aldag               |
| Vince             | Shazad Latif         | Ozan Ünal                |
| Tony              | Andy Nyman           | Michael Iwannek          |
| Eva               | Clara Lago           | Maja Maneiro             |
| Gwen              | Florence Pugh        | Derya Flechtner          |
| Danny MacCauley   | Dean-Charles Chapman | David Kunze              |
| Sam               | Colin McFarlane      | Milton Welsh             |
| Jimmy             | Adam Nagaitis        | Jeremias Koschorz        |

## Kritiken
Der Film erhielt von Kritikern gemischte Bewertungen. Rotten Tomatoes zählte 55 % positive Rezensionen. Die durchschnittliche Bewertung liegt bei 5,4/10. Metacritic zählte 19 positive, 22 gemischte und 3 negative Veröffentlichungen. Auf der Seite der Internet Movie Database wurde bei 105.917 Nutzern die gewichtete Durchschnittsnote 6,3 von 10 ermittelt.
Knut Elstermann von MDR Kultur befand: „Regisseur Jaume Collet-Serra lässt es sehr unterhaltsam krachen, gibt seinem Star zum Glück aber immer genügend Raum, um den gut gereiften Charme zu entfalten“.
Frank Schnelle von der epd Film meint: „Im klassischen Hollywood wäre er ein waschechter B-Filmer gewesen, zu Hause in allen Genres, mit den Regeln des Handwerks bestens vertraut, spezialisiert auf geradlinige Geschichten. B-Filme gibt es schon lange nicht mehr, jedenfalls nicht im Kino, aber Jaume Collet-Serra dreht trotzdem welche: in technischer Hinsicht pompös, mit großen Stars besetzt, im Kern aber eben doch ‚nur‘ dreckige kleine Thriller, die nicht mehr wollen, als packend zu unterhalten“. Er lobt vor allem die Kameraführung im Film, kritisiert jedoch das zum Ende unglaubwürdig wirkende Drehbuch.
Der Filmdienst urteilt: „Der glänzend ausgearbeitete und suggestiv fotografierte Thriller streift das moralische Dilemma des Protagonisten eher am Rande. Dafür beeindruckt umso mehr das atmosphärische Design des klaustrophobischen Handlungsortes und die stringent dynamische Inszenierung.“